# Septoria berberidis
Septoria berberidis là một loài Ascomycetes trong họ Mycosphaerellaceae. Loài này được Niess miêu tả khoa học đầu tiên năm 1866.
Đây là loài gây hại phát triển phổ biến ở Uzbekistan.